# مجدي كامل
مجدي كامل، ممثل مصري. بدايته الفنية بعام 1992. وهو متزوج من الفنانة مها أحمد.

## أعماله الفنية

### أفلام
- أبو العريف
- يوم 13 2020
- إبن حياة (فيلم) [فيلم قصير] (2009) (تحت الأعداد)
- حمام التلات (فيلم) (2009) (جاري إنتاجه)
- علامة موت (فيلم) (2009) (جاري إنتاجه)
- عيون الروح (فيلم) (2009) (تحت الأعداد)
- غرفة 707 (فيلم): د.أحمد... 2007
- ظرف طارق (فيلم): معتز... 2006
- عن العشق والهوى (فيلم): أشرف... 2006
- مهمة صعبة (فيلم): شوقي... 2006
- بوحة (فيلم): الضابط ماهر (2005)
- الحياة منتهى اللذة (فيلم): أحمد... 2005
- حرب أطاليا (فيلم): نادر... 2005
- حبك نار (فيلم): عماد... 2004
- التجربة الدنماركية (فيلم): محمود قدري...2003
- اختفاء جعفر المصري (فيلم) ... 2002
- حسن وعزيزة (فيلم) (قضية امن دولة) ... 1999
- فتاة من إسرائيل (فيلم) ... 1999
- مجرم مع مرتبة الشرف (فيلم) ... 1998
- هارمونيكا (فيلم) ... 1998
- مرسيدس (فيلم) ... 1993
- سمك لبن تمر هندي (فيلم): ملاك... 1988
- حائط البطولات (فيلم) (1998)
- إنذار بالطاعة (فيلم) (1993) .... أخو إبراهيم
- دماء على الأسفلت (فيلم) (1992) .... طارق

### المسلسلات
- ابو القاسم الطنبوري وإخوانه 1995
- ويطولوك ياليل (مسلسل) (2009) (تحت الأعداد)
- ناصر (مسلسل) (2008) .... جمال عبد الناصر
- رجل وإمراتان (مسلسل) (2006) .... إبراهيم
- العندليب حكاية شعب (مسلسل) (2006)
- حديث الصباح والمساء (مسلسل) (2001)
- أم كلثوم (مسلسل) (1999)
- العطار والسبع بنات (مسلسل)
- عائلة الحاج متولي
- وادي الملوك (2011)
- رياح الشرق
- ذهاب و عودة
- الطوفان 2017
- حدوتة مرة 2019[2]
- كوبرا 2024 المعلم شيخون[3]و
- وادي فيران